# Parlamentswahl in Kasachstan 2012
Die vorgezogenen Parlamentswahl in Kasachstan 2012 fand am 15. Januar 2012 statt. Laut der Organisation für Sicherheit und Zusammenarbeit in Europa (OSZE) verstieß die Wahl zum kasachischen Parlament (Mäschilis) jedoch gegen fundamentale Prinzipien demokratischer Wahlen.

## Hintergrund
Aufgrund einer Verfassungsänderung stand bereits im Vorfeld der Wahl fest, dass zum ersten Mal mindestens zwei Parteien im Parlament vertreten sein werden. Zwar blieb die relativ hohe Sperrklausel von 7 Prozent für den Einzug ins Parlament erhalten. Jedoch garantiert die Änderung der zweitplatzierten Partei Parlamentssitze entsprechend ihrem Stimmenanteil auch ohne die Überwindung dieser Hürde. Seit der Unabhängigkeit Kasachstans besetzte die Partei des Staatspräsidenten Nursultan Naserbajew stets sämtliche Sitze.
Aufgrund des Schangaösen-Massakers 2011 und des dort verhängten Ausnahmezustands war die Wahl in Schangaösen nicht mit eingeplant. Allerdings wurde diese Entscheidung am 10. Januar 2012 widerrufen.

## Parteien
Sieben Parteien traten bei der Wahl an: Nur Otan, Demokratische Partei Aq Jol, Sozialdemokratische Partei Auyl, Demokratische Partei Adilet, Nationale Sozialdemokratische Partei Asat (OSDP), Partei der Patrioten Kasachstans und die Kommunistische Volkspartei Kasachstans. Jedoch war die OSDP die einzige Partei, die in Opposition zum Langzeitpräsidenten Nursultan Nasarbajew stand. Bereits im Vorfeld sind Oppositionspolitiker von der Wahl ausgeschlossen worden.

## Ergebnisse
| Partei                          | Partei                                                           | Stimmen   | Anteil   | Sitze | Insgesamt 98 Sitze - KVK: 7 - Nur Otan: 83 - Ak Schol: 8 |
|                                 | Nationaldemokratische Partei "Nur Otan" („Licht des Vaterlands“) | 5.621.436 | 80,99 %  | 83    | Insgesamt 98 Sitze - KVK: 7 - Nur Otan: 83 - Ak Schol: 8 |
|                                 | Demokratische Partei Aq Jol („Erleuchteter Pfad“)                | 518.405   | 7,47 %   | 8     | Insgesamt 98 Sitze - KVK: 7 - Nur Otan: 83 - Ak Schol: 8 |
|                                 | Kommunistische Volkspartei Kasachstans (KVK)                     | 498.788   | 7,19 %   | 7     | Insgesamt 98 Sitze - KVK: 7 - Nur Otan: 83 - Ak Schol: 8 |
|                                 | Nationale Sozialdemokratische Partei (Asat)                      | 116.534   | 1,68 %   | 0     | Insgesamt 98 Sitze - KVK: 7 - Nur Otan: 83 - Ak Schol: 8 |
|                                 | Sozialdemokratische Partei Auyl („Dorf“)                         | 82.623    | 1,19 %   | 0     | Insgesamt 98 Sitze - KVK: 7 - Nur Otan: 83 - Ak Schol: 8 |
|                                 | Partei der Patrioten Kasachstans (PP)                            | 57.732    | 0,83 %   | 0     | Insgesamt 98 Sitze - KVK: 7 - Nur Otan: 83 - Ak Schol: 8 |
|                                 | Demokratische Partei (Adilet)                                    | 45.702    | 0,66 %   | 0     | Insgesamt 98 Sitze - KVK: 7 - Nur Otan: 83 - Ak Schol: 8 |
| Gesamt (Wahlbeteiligung 75,4 %) | Gesamt (Wahlbeteiligung 75,4 %)                                  | 7.018.927 | 100,00 % | 98    | Insgesamt 98 Sitze - KVK: 7 - Nur Otan: 83 - Ak Schol: 8 |

Quelle: KazInform

### Reaktionen
Die Opposition sprach von weit verbreiteten Unregelmäßigkeiten und massivem Wahlbetrug. Die OSZE und das U.S. Department of State erkannten die Wahl nicht als demokratisch an.
Miklos Haraszti, der Leiter der OSZE-Langzeit-Wahlbeobachtungsmission, kritisierte, was er als straff kontrollierte „Kampagnenumwelt“ bezeichnete, in der die Wahlrechte der Bürger ernsthaft eingeschränkt würden. „Es waren kaum öffentliche Debatten in den Medien, die Massenmedien operieren in einer Umwelt, die durch Selbstzensur geprägt ist, und in der kein Platz für redaktionelle Unabhängigkeit in den Rundfunkmedien ist.“ Haraszti sagte, dass die „Ergebnisse der Wahl, einschließlich der Anwesenheit von zwei anderen Parteien als die Staatspartei, als eine manipulierte Wahl beschrieben werden kann.“